# Michael Reid
Michael Reid (n. 1952) es periodista, escritor y comentarista sobre América Latina y España.

## Biografía
Nacido en 1952 en Guildford (Reino Unido), estudió Ciencias Políticas, Filosofía y Economía en Balliol College, Oxford. Actualmente es editor senior de la revista The Economist, escribe la columna “Bello” acerca de América Latina y escribe sobre España. Tras un periodo en Lima, entre 2014 y 2016, ahora reside en Madrid. Entre 1999 y 2013, fue editor de la sección The Americas del semanario y supervisaba la cobertura de América Latina, el Caribe y Canadá. 
Comenzó como periodista independiente en Lima, en 1982, cubriendo los países andinos para The Guardian y la BBC, entre otros medios de comunicación. Empezó a escribir para The Economist en 1990 como corresponsal en México y Centroamérica. En 1994 pasó a cubrir las industrias del consumo. Entre  1996 y 1999 fue jefe de la oficina de São Paulo
Entre los años 2000 y 2004 escribió una columna semanal para Valor Ecônomico, de Brasil, y hasta 2013 escribió una columna mensual para la revista Poder (México). Colabora con Valor Ecônomico y El País (España) y ha escrito para Foreign Affairs y The Sunday Times (Reino Unido), entre muchas otras publicaciones. 
Sus libros incluyen “Forgotten Continent: The Battle for Latin America’s Soul” (2007), que ha sido enteramente revisado y actualizado y cuya edición en castellano se titula: ¨El continente olvidado: Una historia de la nueva América Latina" (Ed. Crítica); y “Brazil: The Troubled Rise of a Global Power” (2014). Ha sido galardonado con el premio de Maria Moors Cabot por la Escuela de Periodismo de la Universidad de Columbia y con la Orden de la Cruz del Sur de Brasil.
Según la revista América Economía, Michael Reid es "autor de la columna de opinión más influyente sobre América Latina a nivel global". En vez de académicos, "los formuladores de la política en Washington que buscan contexto y análisis sobre el hemisferio son mejor servidos por periodistas intrépidos como Michael Reid", según Russell Crandall en Americas Quarterly.
Michael Reid es un conferencista frecuente sobre asuntos latinoamericanos. Ha impartido charlas en empresas, think-tanks y universidades de muchos países. Le han entrevistado en medios de prensa escritos y en canales de radio y televisión como CNN, BBC World TV, NPR, O Globo (Brasil) y El País (España). Ha dado testimonio para el Comité de Relaciones Exteriores del Senado de Estados Unidos y Comité de Asuntos Exteriores de la Cámara de los Comunes del Reino Unido.

## Libros
- — (2017). Forgotten Continent: A History of the New Latin America. New Haven: Yale University Press.[9]
- — (2014). Brazil: The Troubled Rise of a Global Power. New Haven: Yale University Press.[10]